# Heterischnus schachti
Heterischnus schachti är en stekelart som beskrevs av Diller 1995. Heterischnus schachti ingår i släktet Heterischnus och familjen brokparasitsteklar. Inga underarter finns listade i Catalogue of Life.